# Caterina Costantini
Caterina Costantini (Bitritto, 4 novembre 1955) è un'attrice italiana, attiva prevalentemente in ambito teatrale.

## Biografia
Debutta come attrice teatrale al Piccolo Teatro di Bari, diretta da Eugenio D'Attoma ed approda al C.U.T. Bari, centro universitario teatrale con Michele Mirabella, diretta da Egidio Pani.
Presto si trasferisce a Napoli e recita con attori del calibro di Enzo Cannavale e Pietro De Vico (Teatro Sannazaro) e raggiunge Roma, scoperta da Enrico Maria Salerno. Qui si sistema e vive.
L'attività dell'attrice s'intesse di una intensa vita privata e di amore per la recitazione: 
dalla relazione con Aldo Reggiani è nato Primo Reggiani, attore cinematografico protagonista in film e fiction.
Da allora un susseguirsi di lavori, al fianco di attori e registi importanti, e decine di personaggi femminili, di grande intensità e temperamento. Attrice versatile, affezionata a F. Garcia Lorca, spazia da Euripide a Seneca, da George Bernard Shaw a Neil Simon, a Shakespeare; da Alberto Moravia a Luigi Pirandello, da Carlo Goldoni a Iaia Fiastri, da Eduardo De Filippo a Salvatore Di Giacomo.

## Carriera
Entra nelle compagnie teatrali di Nando Gazzolo, Marina Malfatti e Gianrico Tedeschi (Teatro di Roma). Nel 1985 mette in scena una propria Compagnia di spettacoli “Il Globo”, al fianco del suo compagno Aldo Reggiani. Poi recita con Paola Borboni e Pino Colizzi; con Salvatore Cardone, con Regina Bianchi e Antonio Casagrande.
Nel 1988 è al fianco di Ingrid Thulin; poi si esibisce con Pasquale De Cristofaro, G. Gusso, A. Pugliesi, I. Guidotti e F. Acampora. Lo spettacolo del 1992 è con Annalisa Foà.
Nel 1993 è tentata dal cinema, per la direzione di Liliana Cavani, nel suo unico film “Dove Siete Io Sono Qui”.
Ma è il teatro la sua grande passione. Nel 1994 ritorna sul palcoscenico al fianco di Luigi Diberti, ancora Regina Bianchi e Aurelio Casagrande.
È breve la parentesi in televisione: M. Hermoso nel 1997 e Stefano Amatucci nel 1999. E subito ritorna al teatro con N. Anzelmo e poi con Lando Buzzanca e Geppi Di Stasio.
Si cimenta nella regia e con propri testi con Due meglio di uno (2002) e con Medea (2004). Recita ancora con Lando Buzzanca e Orso Maria Guerrini, quindi con Nino Castelnuovo ed è protagonista con Claudio Insegno.
Nel 2008 ritorna a Bari il 23 gennaio al Teatro Piccinni con 8 donne e un mistero, regia di Claudio Insegno, con musiche di Rossana Casale, tratto da una storia di Robert Thomas e riproposto in versione cinematografica con la regia di François Ozon. Il 27 settembre Caterina Costantini ritrova la sua Bari al Festival “Di porta in porto” con lo spettacolo Cara Nannarella, monologo dedicato ad Anna Magnani, in scena nel giorno del 35º anniversario della morte della grande attrice romana.
Ritorna ancora il 22 giugno 2009 a Bari per il Festival dei Popoli del bacino del Mediterraneo “Di porta in porto” al Fortino Sant'Antonio. Con Frammenti d'Amore, recital poetico con Sandra Milo.
Riedizione di 8 Donne e un mistero riadattato con Terry D'Alfonso che ne cura anche la regia; con Sandra Milo, Anna Maria Ghirardelli, Maria Teresa Pintus, Shelagh Gallivan, Nancy De Lucia, Carlotta Gargiulo, Rossana Colace e rimangono le musiche e canzoni originali di Rossana Casale.
Da ricordare l'edizione di Medea portata in scena a Roma e in tournée al Magna Graecia Festival 2013 con la Costantini sia interprete che regista e un cast comprendente Lorenza Guerrieri, Riccardo Polizzy Carbonelli e musiche di Eugenio Tassitano.
Tra i titoli più impegnativi: Medea, Pigmalione, American Gigolò, La Maschera e il Volto, La bisbetica domata, La Ciociara, Il Cilindro, La strana coppia, L'uomo dal fiore in bocca, La Locandiera, Anonimo Veneziano, Assunta Spina, La Lupa.

## Teatro
- A. Moravia LA CIOCIARA regia: Aldo Reggiani (1985) riduzione di Annibale Ruccello;
- F. G. Lorca YERMA regia: Lorenzo Salveti (1986) con Paola Borboni e Pino Colizzi;
- Salvatore Di Giacomo ASSUNTA SPINA regia: Lorenzo Salveti (1987), con Regina Bianchi e Antonio Casagrande;
- Carlo Goldoni LA LOCANDIERA regia: Salvatore Cardone (1987) adattamento di C. Costantini;
- Mario Moretti L'ISOLA DI NESSUNO regia: Augusto Zucchi (1987);
- F. Garcia Lorca LA CASA DI BERNARDA ALBA regia: Augusto Zucchi (1988) con Ingrid Thullin
- Giovanni Verga LA LUPA regia: Pasquale De Cristofaro (1989) adattamento di Ghigo De Chiara;
- William Shakespeare LA BISBETICA DOMATA regia: Augusto Zucchi (1990) con Giorgio Gusso, Aldo Puglisi;
- Seneca MEDEA regia: Pasquale De Cristofaro (1991) con I. Guidotti e F. Acampora;
- Neil Simon LA STRANA COPPIA regia: Patrick Rossi Gastaldi (1992) con Annalisa Foà (versione femminile);
- J. Cocteau LA VOCE UMANA e IL BELL'INDIFFERENTE regia: Pasquale De Cristofaro (1993)
- G. Berto ANONIMO VENEZIANO regia: Luca De Fusco (1994) con Luigi Diberti;
- F. Garcia Lorca LA CALZOLAIA PRODIGIOSA regia: Marcelo Vernengo Lezica (1995);
- Luigi Pirandello L'UOMO DAL FIORE IN BOCCA regia: Nino Spirlì (1996);
- Eduardo De Filippo IL CILINDRO regia: Luca De Fusco (1997) con Regina Bianchi e Antonio Casagrande;
- CARA ANNA MAGNANI... Viaggio intorno ad Anna Magnani (1998);
- J. M. Descalzo LE PROSTITUTE VI PRECEDERANNO NEL REGNO DEI CIELI regia: N. Anzelmo (1999);
- William Shakespeare LA BISBETICA DOMATA regia: S. Giordani (2000) con Lando Buzzanca;
- G. Stella NAPOLI A MODO MIO regia: G. Di Stasio (2001)
- L. Chiarelli LA MASCHERA E IL VOLTO regia: S. Giordani (2002) con Lando Buzzanca;
- Iaia Fiastri AMORI MIEI regia: Iaia Fiastri (2002) con Orso Maria Guerrini e S. Marino;
- Caterina Costantini DUE MEGLIO DI UNO Caterina Costantini (2002);
- George Berand Show PIGMALIONE regia: G. Antonucci (2003) con Nino Castelnuovo;
- L. Trizio AMERICAN GIGOLO' regia: M. Fedele (2004);
- A. Roussin NINA regia: Claudio Insegno (2004) con C. Cinieri, E. Salce;
- Euripide MEDEA Caterina Costantini (2004);
- Robert Thomas OTTO DONNE E UN MISTERO regia: Claudio Insegno (2006) con Sandra Milo, Corinne Cléry, Eva Robin's, N. Rinald;
- Robert Harling FIORI D'ACCIAIO regia: Claudio Insegno (2009) con Sandra Milo, Beatrice Buffadini e Sara Greco; Gli intermezzi musicali che si inseriscono nella sceneggiatura - uno per ogni protagonista - sono tutti brani inediti, scritti per questo spettacolo da Rossana Casale.
- "Chi ha paura di Virginia Woolf" di Edward Albee regia Lorenzo Loris con Franco Castellano
- "IL Club delle vedove" di Ivan Mencell Con lorenza Guerrieri Regia di Caterina Costantini
- "Medea" da Euripide e Seneca con Caterina Costantini, Lorenza Guerrieri e Riccardo Polizzy Carbonelli. Musiche Eugenio Tassitano. Regia Caterina Costantini.
- "Tutto per Lola" di Roberta Skerl con Caterina Costantini, Lorenza Guerrieri, Lucia Ricalzone, Monica Guazzini e Geremia Longobardo. Musiche Eugenio Tassitano. Regia Silvio Giordani.

## Cinema
- Dove siete? Io sono qui, regia di Liliana Cavani (1993)

## Televisione
In televisione ha partecipato nel 1997 a TRUHANES, serial televisivo prodotto da Canale 5 (Spagna), con Francisco Rabal e Arturo Fernandez; regia di M. Hermoso. In Italia è nel cast di Camici bianchi di Stefano Amatucci (1999) e anche in un episodio di Distretto di Polizia 9.